# Saxstjärtsglada
Saxstjärtsglada, även kallad svalglada, (Chelictinia riocourii) är en afrikansk fågel inom ordningen hökfåglar, vanligen placerad i familjen hökar. Den är vida spridd i norra tropiska Afrika, men är fåtalig och minskar i antal, så pass att den är upptagen på IUCN:s röda lista över utrotningshotade arter.

## Kännetecken

### Utseende
Saxstjärtsglada är en liten, smärt grå och vit glada med en ganska liten näbb, brett huvud, långa spetsiga vingar och en djupt kluven stjärt. Adulta fåglar är övervägande blekgrå ovan och vita under, med vit panna och en svart fläck runt ögat. Ögonen är tydligt röda. I flykten syns mörkgrå vingpennor som kontrasterar mot inre delen av undersidan av vingen. Vidare syns ett tydligt svart band tvärs över vingknogen. Ungfåglarna är mörkare på ryggen med rostfärgade kanter på fjädrarna och mer gräddfärgad undertill. Flykten är nästan tärnlik och den ryttlar ofta likt en tornfalk.

### Läten
Saxstjärtsglada är mestadels tystlåten, men under häckningstid kan ett kvittrande och raspigt tjattrande läte höras.

## Utbredning och systematik
Saxstjärtsglada förekommer i Afrika, söder om Sahara, i ett bälte från Mauretanien till Etiopien, Kenya, Somalia och norra Uganda. Den har även observerats i Eritrea och Jemen. Arten behandlas som monotypisk, det vill säga att den inte delas in i några underarter.

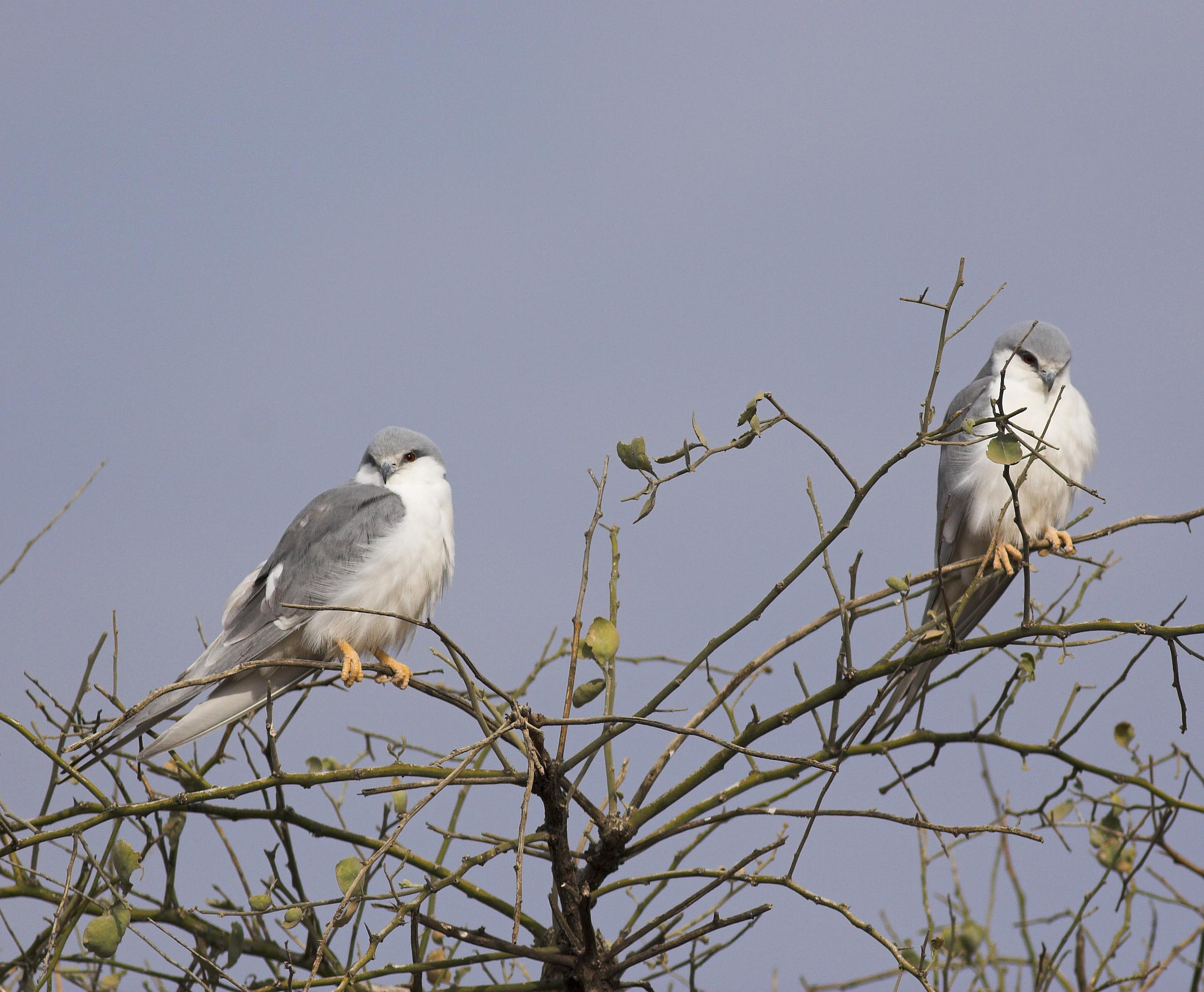
Ett par saxstjärtsglada i Etiopien.

Fågeln placeras som ensam art i släktet Chelictinia, nära släkt med pärlglada (Gampsonyx) och gladorna i Elanus. Dessa utgör systergrupp till alla andra arter i familjen hökar. Genetiska studier visar att de skildes åt redan under tidig miocen, och parat med skillnader i cytologi, morfologi och ekologi rekommenderar författarna till studien att de urskiljs som en egen familj, Elanidae. Hittills har endast Birdlife International följt dessa rekommendationer, medan tongivande International Ornithological Congress och eBird/Clements, liksom svenska Birdlife Sverige, än så länge behåller kladen bland hökarna.

## Levnadssätt
Arten bebor arid savann i Sahel. Under häckning livnär den sig huvudsakligen av skinkar och andra ödlor, men även små ormar, gnagare och leddjur. Den jagar huvudsakligen från luften och faller ner mot bytet på marken, men kan även fånga byten i luften, framför allt insekter som flyr gräsbränder. När termiter kommer till eller gräshoppor svärmar kan saxstjärtsglador samlas i stora antal. De har även setts samlas kring boskap.

### Häckning
Saxstjärtsgladan häckar i lösa kolonier med upp till 20 par, men kan också häcka för sig, huvudsakligen från maj till augusti men från december till mars i väst och från mars till juni i Kenya. Den bygger ett litet kvistbo som placeras i en akacia eller törnbuske två till åtta meter ovan mark, ofta nära ett stort rovfågelbo som sekreterarfågelns eller en brun ormörns.

## Status och hot
Saxstjärtsgladan tros minska relativt kraftigt i antal till följd av habitatförlust, så pass den anses vara utrotningshotad av internationella naturvårdsunionen IUCN, placerad i kategorin sårbar (VU). Beståndet är relativt litet och uppskattas till mellan 30 000 och 67 000 vuxna individer.

## Namn
Fågelns vetenskapliga artnamn hedrar Antoine Nicolas François Dubois Comte de Riocour (eller Riocourt) (1761–1841), fransk naturforskare och samlare av specimen. Den har även kallats svalglada’’, men blev 2022 tilldelat nytt namn av svenska BirdLife Sveriges taxonomikommitté för att särskilja den från svalstjärtsgladan och rimma bättre med det engelska namnet Scissor-tailed Kite.